# Магура (округ)
Магура (бенг. মাগুরা জেলা, англ. Magura District) — округ на западе Бангладеш, в области Кхулна. Образован в 1984 году. Административный центр — город Магура. Площадь округа — 1048 км². По данным переписи 2001 года население округа составляло 811 160 человек. Уровень грамотности взрослого населения составлял 28,5 %, что значительно ниже среднего уровня по Бангладеш (43,1 %). 77,89 % населения округа исповедовало ислам, 21,89 % — индуизм.

## Административно-территориальное деление
Округ состоит из 4 подокругов.
Подокруга (центр)
1. Магура-Садар (Магура)
2. Мохаммадпур (Мохаммадпур)
3. Шаликха (Шаликха)
4. Шрипур (Шрипур)